# Andersonia longifolia
Andersonia longifolia är en ljungväxtart som först beskrevs av George Bentham, och fick sitt nu gällande namn av L. Watson. Andersonia longifolia ingår i släktet Andersonia och familjen ljungväxter. Inga underarter finns listade i Catalogue of Life.